# Zimmerius bolivianus
Zimmerius bolivianus là một loài chim trong họ Tyrannidae.